# Bułgarskie odrodzenie narodowe

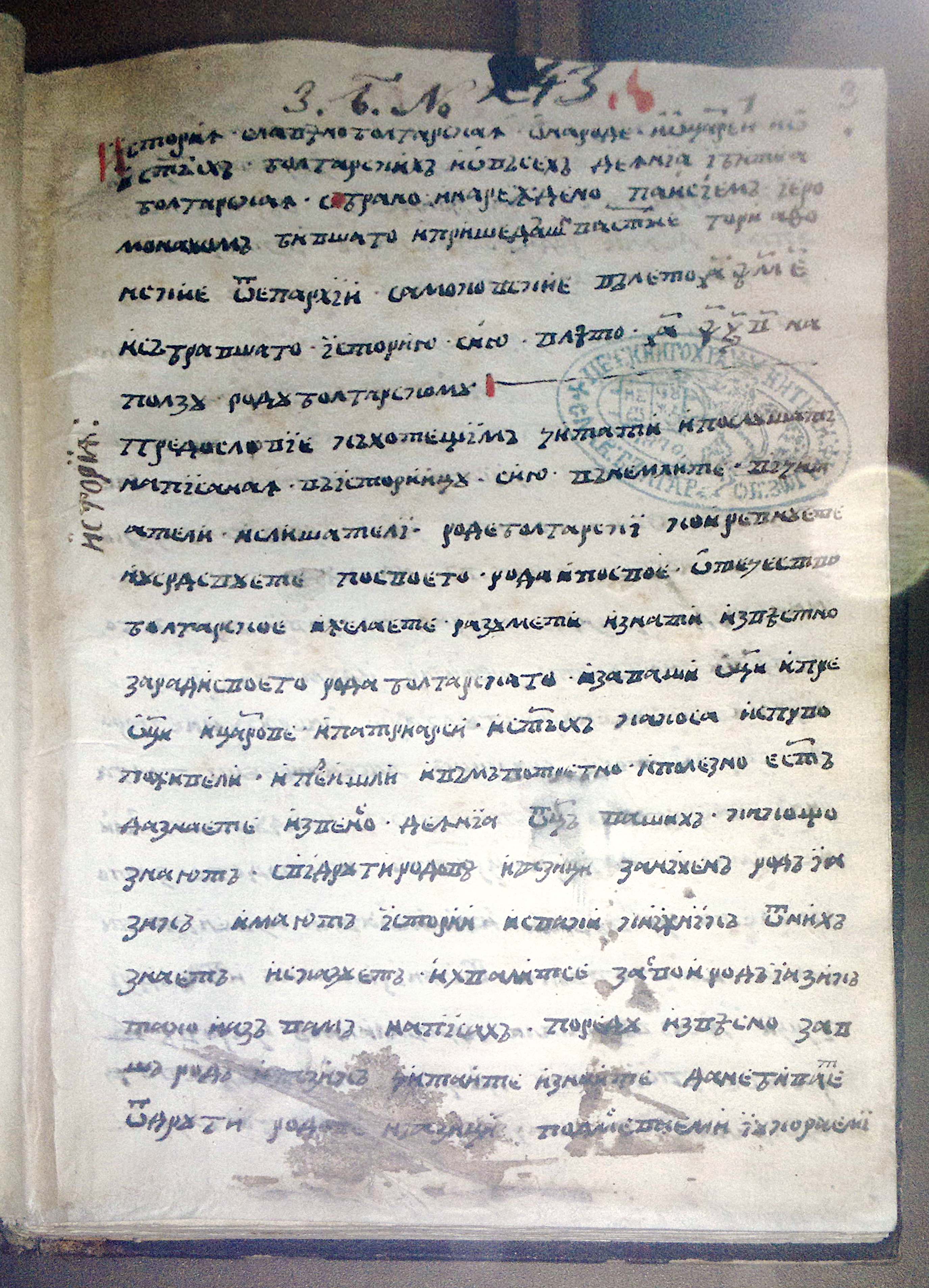
Egzemplarz Historii słowiano-bułgarskiej

Bułgarskie odrodzenie narodowe – proces odradzania się tożsamości narodowej Bułgarów pod panowaniem osmańskim. Za jego początek przyjmuje się powstanie napisanej w 1762 r. przez  Paisjusza Chilendarskiego Słowianobułgarskiej historii. Do połowy XIX wieku tożsamość narodowa Bułgarów kształtowała się za sprawą szybko rozwijającej się sieci szkół, a następnie także czytelni ludowych. Od lat 40. XIX wieku wydawane były bułgarskie czasopisma. Ruch bułgarski wspierała Rosja, fundując stypendia dla młodych działaczy narodowych na naukę na rosyjskich uczelniach; ich absolwenci wracali następnie do kraju, otwierając kolejne instytucje kulturalne. Odrodzeniu narodowemu przewodzili przedstawiciele bułgarskiego mieszczaństwa i duchowieństwa prawosławnego. Szczególne znaczenie miała walka Bułgarów o restytucję narodowej Cerkwi autokefalicznej, zakończona utworzeniem Egzarchatu Bułgarskiego. Za moment kończący proces odrodzenia narodowego uznaje się powstanie niepodległej Bułgarii w 1877.

## Sytuacja Bułgarów pod panowaniem tureckim

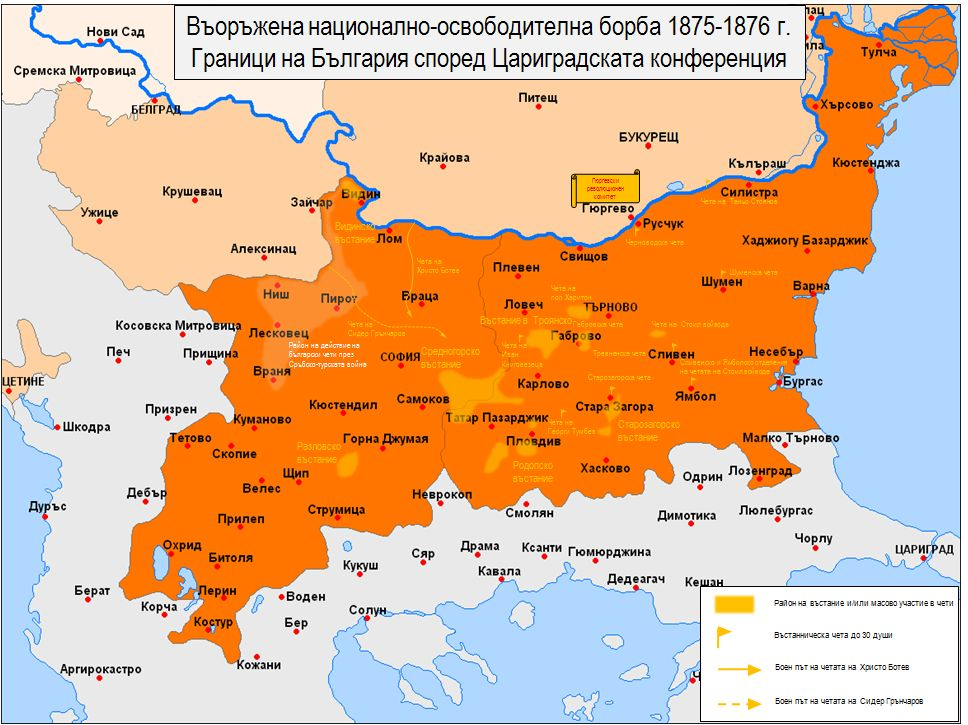
Mapa ruchu narodowo-wyzwoleńczego w Bułgarii w latach 1875–1876

Po tureckim podboju Bałkanów zlikwidowane zostały najważniejsze instytucje konstytuujące podstawę bułgarskiej tożsamości – państwo bułgarskie oraz Bułgarski Kościół Prawosławny. Doprowadziło to do stopniowego zaniku bułgarskich elit społecznych. Ziemie zamieszkiwane przez Bułgarów były najbliższe stolicy Imperium Osmańskiego ze wszystkich regionów, w których dominowały podbite narody bałkańskie, co poważnie utrudniało potencjalne inicjatywy zbrojnej walki narodowowyzwoleńczej. Brak licznej diaspory bułgarskiej w Europie Zachodniej uniemożliwiał kontakt z tamtejszą kulturą (jak w przypadków Greków), ziemie bułgarskie nie posiadały autonomii (jak księstwa naddunajskie). Bułgarzy w zdecydowanej większości pozostali przy prawosławiu, płacąc z tego tytułu dodatkowe podatki.
Po likwidacji Bułgarskiego Kościoła Prawosławnego jego administratury przejął Patriarchat Konstantynopolitański. Praktyką stało się obejmowanie katedr biskupich na ziemiach bułgarskich przez Greków, nieznających miejscowego języka i wrogo odnoszących się do miejscowej tradycji i cerkiewnosłowiańskiego języka liturgicznego. Biskupi greccy forsowali użycie koine w liturgii, w szkołach i urzędach cerkiewnych, jak również niszczyli zabytki piśmiennictwa cerkiewnosłowiańskiego. Dodatkową przyczyną niechęci między greckimi biskupami a bułgarskim białym duchowieństwem i wiernymi stała się chciwość Greków, eksploatujących wiernych także ekonomicznie. Wielu hierarchów nie miało prawdziwego powołania duchownego i interesowała się jedynie materialnymi korzyściami. Grecy kontrolowali również najważniejsze bułgarskie monastery poza Zografu na Athosie oraz Monasterem Rylskim.

## Odrodzenie narodowe

### Rozwój bułgarskiego szkolnictwa. Działalność kulturalna
Do XVIII w. nieliczna bułgarska warstwa mieszczańska i kupiecka pozostawała pod silnym wpływem greckiego odrodzenia narodowego, kształcąca się w szkołach greckich, zafascynowana grecką kulturą i językiem. Ruch bułgarski, niezależny od greckiego, kształtował się powoli i od początku występował z jednej strony przeciwko panowaniu tureckiemu, z drugiej zaś – dominacji Greków nad innymi narodami bałkańskimi. Gdy utworzona została niepodległa Grecja, drugi z konfliktów nabrał szczególnej ostrości.

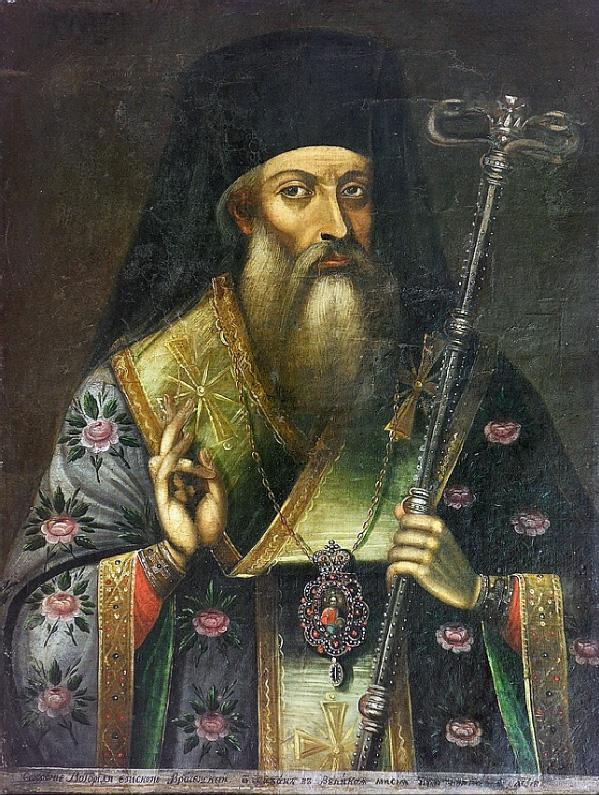
Sofroniusz Wraczański

Prekursorem odrodzenia narodowego Bułgarów był mnich Paisjusz, żyjący w Chilandar na Athosie. W 1762 napisał on Słowianobułgarską historię o narodzie, carach, i świętych bułgarskich, i o wszystkich bułgarskich sprawach i zdarzeniach. Była ona wyidealizowanym obrazem dziejów Bułgarii i jej minionej potęgi. W upowszechnianiu Historii słowiano-bułgarskiej... wsparł Paisjusza ks. Stojko Władysławow, następnie biskup wraczański Sofroniusz. Angażował się on w tworzenie szkół bułgarskich, a w wydanym zbiorze kazań i autobiografii Żywot i cierpienia grzesznego Sofroniusza współtworzył bułgarski język literacki.

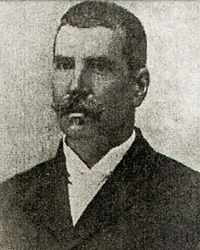
Petyr Beron (1800–1871)

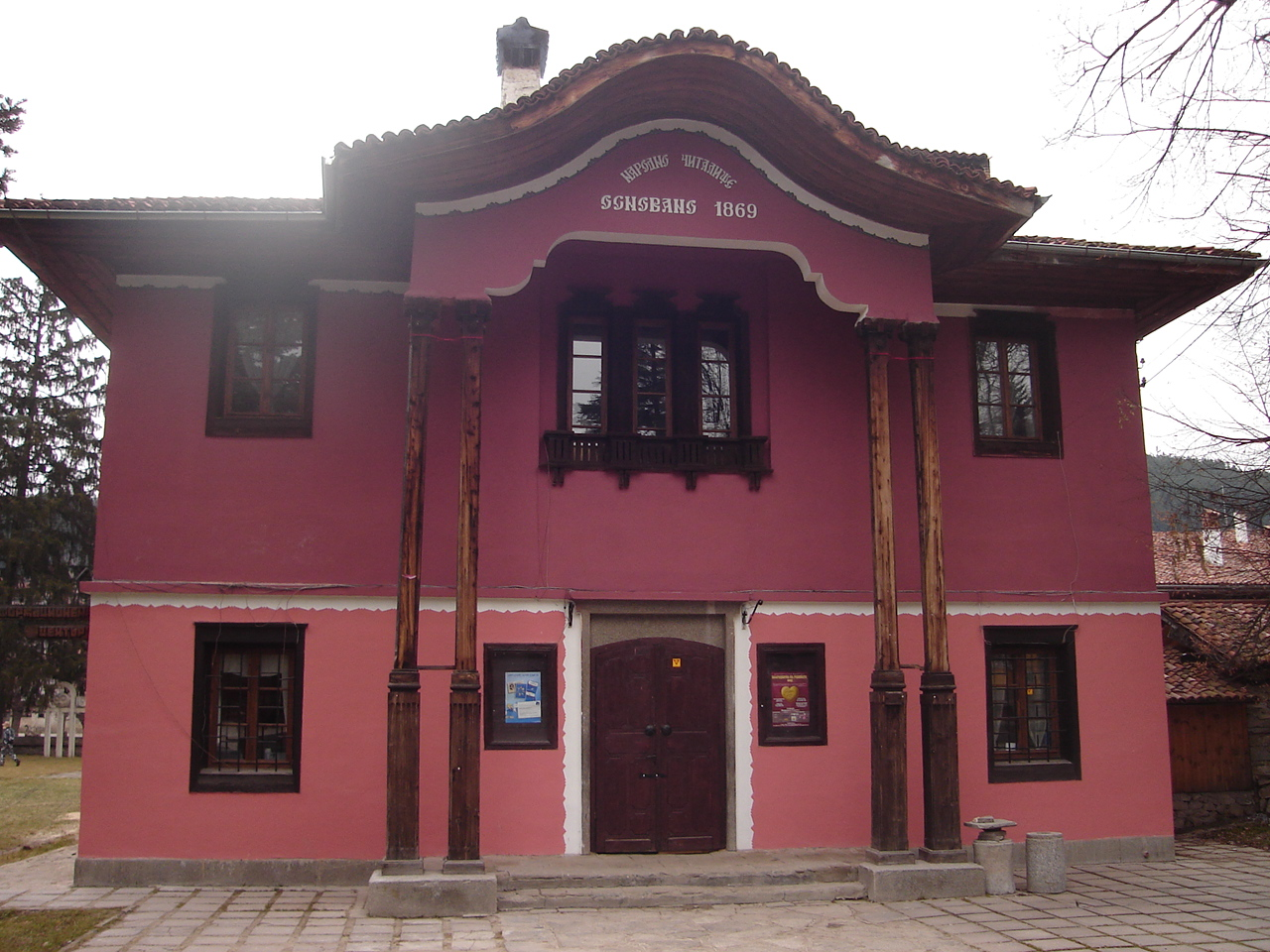
Czitaliszte w Kopriwszticy otwarte w 1869

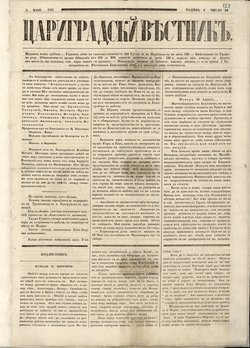
Carigradski Westnik (Wiadomości Carogrodzkie)

W 1824 Petyr Byron wydał pierwszy świecki bułgarski Elementarz, w którym zawarte były podstawy gramatyki, rachunków, nauk ścisłych. Był on wykorzystywany zarówno w szkołach świeckich, jak i w placówkach funkcjonujących przy monasterach. Duży wpływ na rozwój świadomości narodowej Bułgarów miała również praca Jurija Wenelina Dawni i współcześni Bułgarzy na tle politycznego, etnicznego, historycznego i religijnego stosunku do Rosjan. Zainspirowała ona zamożnego kupca Wasyla Apriłowa do otwarcia w 1835 w Gabrowie jednoklasowej szkoły opartej na zasadzie wzajemnego nauczania. W latach 1830–1840 powstało pięćdziesiąt szkół podstawowych bułgarskich, w których posługiwano się podręcznikami drukowanymi w Serbii. W 1856 w Swisztowie otwarte zostało pierwsze publiczne czitaliszte (czytelnia), w której udostępniana była literatura bułgarska. Do 1877 na ziemiach bułgarskich powstało 131 czytelni. Od 1842 Konstantin Fotinow wydawał pismo „Lubosłowije”, pierwszą gazetę bułgarską. Tworzenie kolejnych bułgarskich szkół ułatwiała Rosja. Udzielała ona młodym Bułgarom stypendiów na studia w Rosji, a ich absolwenci po powrocie do kraju organizowali kolejne placówki. W 1850 powstała pierwsza bułgarska szkoła średnia w Płowdiwie. Od 1851 manifestacją bułgarskich aspiracji narodowych było niezwykle uroczyście obchodzone święto Cyryla i Metodego.
W 1876 w Bułgarii istniało 1479 szkół elementarnych, z czego 1407 – na wsiach. Podręczniki dla szkół drukowano w Rosji. Wsparcie dla bułgarskiego ruchu oświatowego koordynowane było przez Bułgarski Patronat Szkolny, działający od 1854 w Odessie oraz przez Komitet Słowiański utworzony w 1868 w Moskwie.

### Walka o autokefaliczną Cerkiew bułgarską
Szczególne znaczenie dla bułgarskich działaczy narodowych miała walka o restytucję autokefalicznej Cerkwi bułgarskiej. Jej głównym ośrodkiem była utworzona w 1847 cerkiew św. Stefana w Stambule i funkcjonująca przy niej drukarnia. Rok później rozpoczęto wydawanie w Stambule bułgarskich „Wiadomości Carogrodzkich”, współfinansowanych przez Rosję i publikujących artykuły i dzieła literackie współczesnych autorów bułgarskich.
Rosnący w siłę bułgarski ruch narodowy w kwestii restytucji Cerkwi bułgarskiej podzielił się po 1856 na dwa stronnictwa – umiarkowanych „starych” i radykalnych „młodych”, którzy odrzucali wszelki kompromis z Konstantynopolem. Podczas gdy „starzy” byli skłonni uregulować kwestie sporne drogą rozmów z biskupami greckimi, nie spotykali u nich gotowości do najmniejszych ustępstw. Strategia rozmów była coraz mniej popularna, na znaczeniu zyskiwali natomiast „młodzi”, którzy ponownie doprowadzili do siłowego usuwania greckich biskupów z ziem bułgarskich. Ostatecznie w 1860 biskup makariopolski Hilarion, odprawiając Świętą Liturgię, ostentacyjnie pominął imię patriarchy Konstantynopola w tych miejscach, gdzie powinna następować modlitwa za zwierzchnika odpowiedniego autokefalicznego Kościoła. Oznaczało to otwarty rozłam. Mimo to „starzy” nie ustawali w próbach pokojowego porozumienia z Konstantynopolem. Równocześnie rosyjska ambasada w Stambule już otwarcie wspierała „młodych”. W 1870 rosyjski poseł Nikołaj Ignatjew przekonał sułtana Abdülaziza do wydania fermanu sankcjonującego utworzenie autonomicznego (nie autokefalicznego) Egzarchatu Bułgarskiego. Zaliczono do niego eparchie czerweńską, dorostolską, kiustendiłską, łowecką, niską, niszawską, presławską, samokowską, sofijską, tyrnowską, weleską, widyńską oraz wraczańską, a następnie, po przeprowadzeniu plebiscytu wśród wiernych, także struktury kościelne w okręgach skopijskim, ochrydzkim i monastirskim. Na ich terenie powstały eparchie skopijska, ochrydzka i weleska. Jurysdykcję egzarchatu uznały również słowiańskie wspólnoty prawosławne w Bitoli, Prilepie, Strumicy, Wodenie, Seresie, Kosturze i Salonikach.
W lutym 1872 w Stambule odbył się sobór cerkiewno-ludowy, który wybrał na pierwszego egzarchę metropolitę widyńskiego Antyma. 11 maja 1872 egzarcha Antym, wbrew wcześniejszym ustaleniom, ogłosił autokefalię Egzarchatu Bułgarskiego. Od tego momentu działacze „młodych” skupili się na organizowaniu w Bułgarii oddziałów zbrojnych, które miały podjąć walkę o niepodległe państwo.

## Literatura i sztuka okresu odrodzenia narodowego

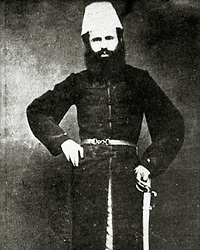
Luben Karawełow

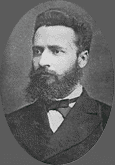
Christo Botew

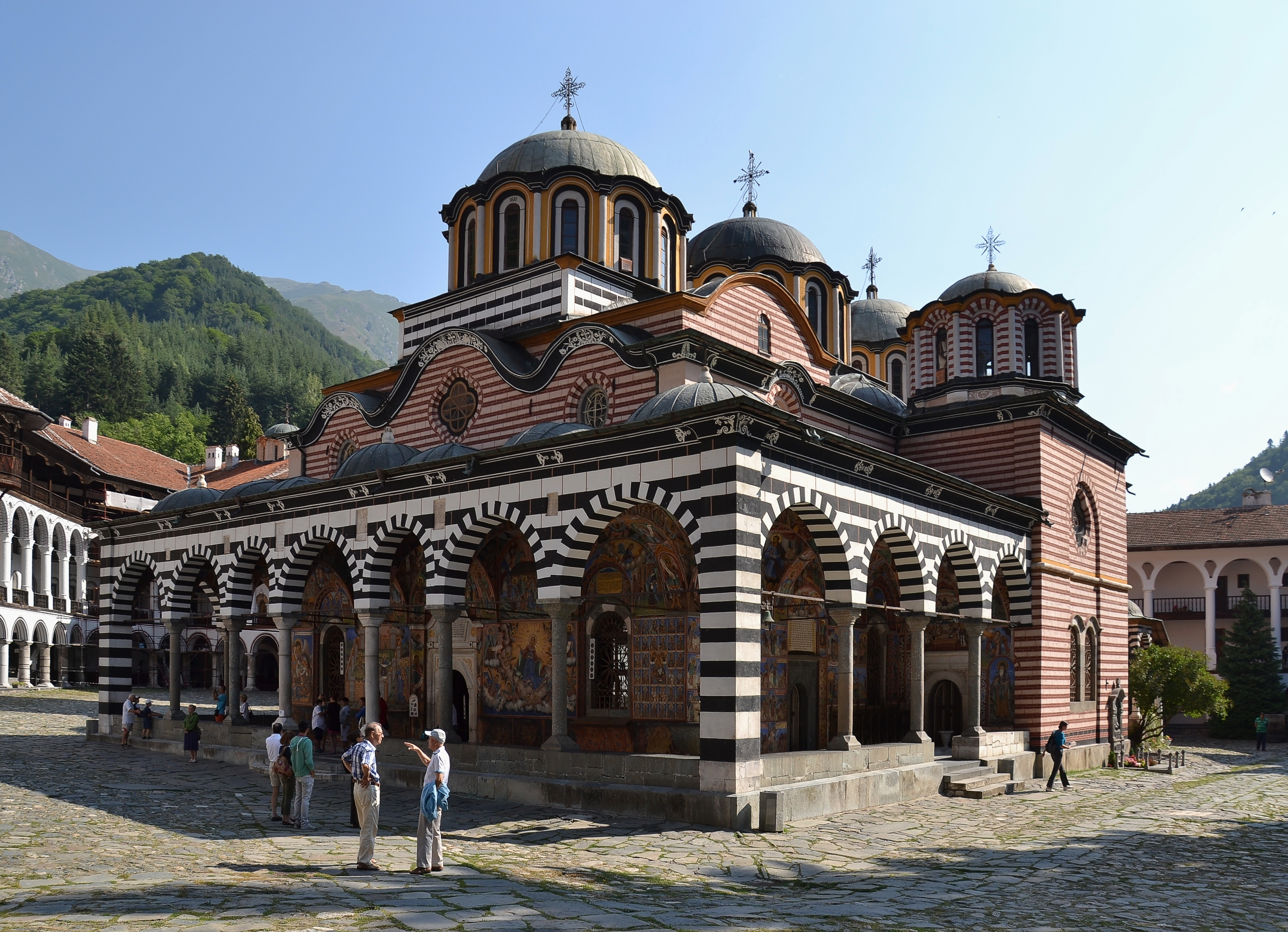
Monaster Rylski

Literatura bułgarskiego odrodzenia narodowego rozwijała się pod wpływem współczesnego piśmiennictwa rosyjskiego i francuskiego. Pierwszym utworem poetyckim odrodzenia narodowego był poemat Najdena Gerowa Stojan i Rada z 1845. Tematyka narodowowyzwoleńcza weszła do literatury bułgarskiej za sprawą Georgiego Rakowskiego, autora poematów opisujących walki hajduków przeciwko Turkom. Najwybitniejszym poetą epoki odrodzenia narodowego był Christo Botew, autor kilkudziesięciu wierszy, w których dominowała tematyka związana z walką o wolność. Obok poezji rozwijała się bułgarska opowieść. Najważniejszymi twórcami uprawiającymi ten gatunek byli Ilija Błyskow, Wasil Drumew, a przede wszystkim Luben Karawełow. Dwaj pierwsi tworzyli opowieści w duchu romantycznym, ostatni wprowadził do Bułgarii opowieść realistyczną. Pierwsze próby dramatyczne w macedońskim dialekcie języka bułgarskiego podjął Jordan Chadżikonstantinow-Dżinot, jednak faktycznie bułgarski dramat zaczął rozwijać się za sprawą sztuk Dobriego Wojnikowa oraz Wasila Drumewa, którego sztuka Iwanko, morderca Asena była pierwszym wartościowym bułgarskim utworem dramatycznym.
W procesie odrodzenia narodowego ogromną rolę odegrała bułgarska prasa, zwłaszcza pisma „Gajda”, „Makedonija” (1866–1872; obydwa redagował Petko Sławejkow), „Dunajski Łabędź” (1860–1861), „Przyszłość” (1861; oba wydawał Georgi Rakowski), „Lud” (1867–1869; redagował Iwan Kasabow), „Wolność” (1869–1874) i „Niepodległość” (1873–1874; redagował Luben Karawełow). W latach 1856–1876 oprócz gazet zajmujących się bieżącą publicystyką Bułgarzy wydawali również 34 pisma o charakterze literackim i naukowym, wśród których czołowe miejsce zajmowały „Zeszyty Periodyczne” redagowane przez Marina Drinowa.
Okres odrodzenia narodowego sprzyjał również rozwojowi architektury bułgarskiej, głównie sakralnej. Najważniejszą powstałą wówczas budowlą był przebudowany Monaster Rylski. Znaczną wartość architektoniczną przedstawiają również cerkiew Zaśnięcia Matki Bożej w Pazardżiku, monaster Zaśnięcia Matki Bożej w Baczkowie oraz monaster Przemienienia Pańskiego w okolicach Tyrnowa. W zakresie budownictwa świeckiego wyróżniają się bogato rzeźbione drewniane domy fundowane przez kupców bułgarskich.
W malarstwie bułgarskim okresu odrodzenia wykształciły się trzy szkoły ikonopisania: samokowska, triawneńska i bańska. Ikonograf Zachari Zograf tworzył ikony i freski realistyczne, zajmował się również malarstwem portretowym. Od lat 50. XIX w. malarze bułgarscy obok obrazów religijnych tworzyli również obrazy o tematyce historycznej, pejzaże i portrety. Najwybitniejszymi twórcami bułgarskimi byli Stanisław Dospewski i Nikołaj Pawłowicz.